# Roberto I d'Alençon
Roberto d'Alençon, in francese: Robert Ier d'Alençon (XII secolo – 8 settembre 1217), fu signore d'Alençon e di La Roche-Mabile e Barone di Saosnes dal 1191 alla sua morte.

## Origine
Secondo il Cartulaire de l'abbaye cistercense de Perseigne, Roberto era il figlio secondogenito del signore d'Alençon e di La Roche-Mabile e Barone di Saosnes, Giovanni I e della moglie, Beatrice del Maine, figlia di Elia II, Conte del Maine, e di Filippina di Perche, figlia di Rotrou III, conte di Perche, come ci conferma l'arcivescovo, Guglielmo, della città di Tiro, nell'odierno Libano, nel suo Historia rerum in partibus transmarinis gestarum.
Secondo l'abate e storico normanno, priore dell'abbazia di Bec e sedicesimo abate di Mont-Saint-Michel, Roberto di Torigni, Giovanni I d'Alençon (Bellême) era figlio del conte di Ponthieu, signore d'Alençon e di Sées signore di Montgommery, visconte di Hiesmois e Signore di Bellême, Guglielmo III Talvas e della moglie, Elena di Borgogna (come conferma il monaco e cronista inglese, Orderico Vitale), che era la figlia primogenita del duca di Borgogna Oddone I (1058-1102) e della moglie, Matilde di Borgogna, nota anche come Sibilla di Borgogna (circa 1064 – dopo il 1087), figlia, sempre secondo Orderico Vitale del conte di Borgogna Guglielmo I (1020-1087) e della terza contessa di Vienne, Stefania (1035 – 1088).

## Biografia
Suo padre, Giovanni I, con tre diversi documenti aveva confermato tutte le donazioni che suo padre, Guglielmo III Talvas (nonno di Roberto), aveva fatto all'Abbazia di Perseigne.
Giovanni viene citato nel documento n° XLV del Cartulaire de l'abbaye de Notre-Dame de la Trappe, assieme ai genitori, Beatrice del Maine e Giovanni I, che, in un anno imprecisato, definendosi figlio del conte di Ponthieu, Guglielmo, concede ai frati dell'abbazie il passaggio sulle proprie terre ed un quantitativo di vino annuo.
Sempre il Cartulaire de l'abbaye cistercense de Perseigne, ci informa che suo padre, Giovanni I morì il 24 febbraio 1191, lasciando i suoi domini ai tre figli maschi, Giovanni, Roberto e Guglielmo.
Suo fratello, Giovanni divenne così signore d'Alençon e Barone di Saosnes, Giovanni II, mentre Roberto divenne signore di La Roche-Mabile.
Suo fratello, Giovanni II, governò le sue signorie per breve tempo, in quanto, ancora il Cartulaire de l'abbaye cistercense de Perseigne, ci informa che Giovanni II morì pochi mesi dopo, il 6 maggio 1191 e gli succedette Roberto, come Roberto I.
Roberto confermò tutte le donazioni fatte dai suoi predecessori avevano fatto all'Abbazia di Perseigne.
Ancora il Cartulaire de l'abbaye cistercense de Perseigne, ci informa che Roberto fece un pellegrinaggio in Palestina, da dove portò diverse reliquie, tra cui alcuni pezzi della Santa Croce.
Secondo il Dugdale Monasticon III, Shrewsbury Abbey, XI, Genealogia Dominorum Bellismontium (non consultato), Roberto morì nel suo castello di Morteveille, nei pressi di Laval.
Alla morte di Roberto, secondo La Maison de Laval, 1020-1605, poiché la terza moglie, Emma di Laval, era in gravidanza, lo Exchequer di Normandia si interessò della signoria; nacque un figlio maschio chiamato Roberto, a cui fu riconosciuto il titolo di signore d'Alençon e venne messo sotto tutela dal re di Francia, Filippo II Augusto, che da una dozzina d'anni aveva annesso il ducato di Normandia al regno di Francia.
Alla morte di Roberto II, nel 1219, la signoria d'Alençon fu annessa al regno di Francia.

## Matrimoni e discendenza
Roberto, in prime nozze, aveva sposato Matilde, di cui non si conoscono gli ascendenti.
Roberto da Matilde non ebbe figli.
Roberto, in seconde nozze, aveva sposato Giovanna di Preuilly, da cui ebbe due figli:
- Giovanni († 1212)
- Matilde

Roberto, in terze nozze, aveva sposato Emma di Laval, da cui ebbe un figlio:
- Roberto (1217 - 1219), signore d'Alençon, per circa due anni.